# یواس‌اس ویجیل (ای‌جی‌آر-۱۲)
یواس‌اس ویجیل (ای‌جی‌آر-۱۲) (به انگلیسی: USS Vigil (AGR-12)) یک کشتی بود که طول آن 441' بود. این کشتی در سال ۱۹۴۵ ساخته شد.